# ریچارد دویل
ریچارد دویل (انگلیسی: Richard Doyle; ۱۸ سپتامبر ۱۸۲۴ – ۱۱ دسامبر ۱۸۸۳) نقاش اهل بریتانیا بود. دویل در اصل یک مصور ساز دوران هنر ویکتوریا بود که از عمده مکان‌های فعالیت او می‌توان به کار در مجلهٔ پانچ اشاره داشت، در حقیقت طراحی و مصور سازی اولین جلد مجله کار او بود که برای بیش از یک قرن فعال بود و طرح‌های دویل به کرات از طرف مجله مورد استفاده قرار گرفت و به عنوان سر صفحه اول مجله انتخاب می‌گردید.

## نگارخانه

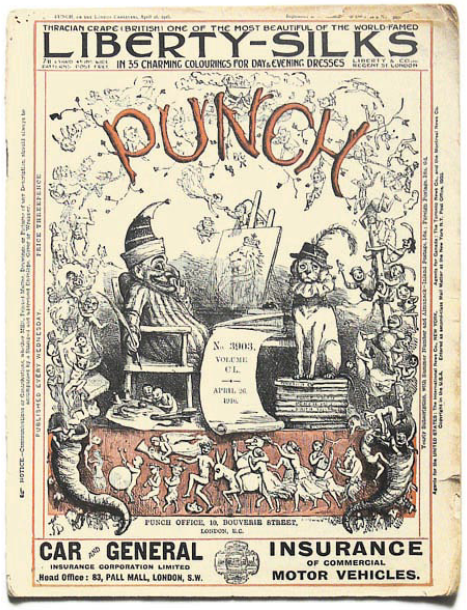
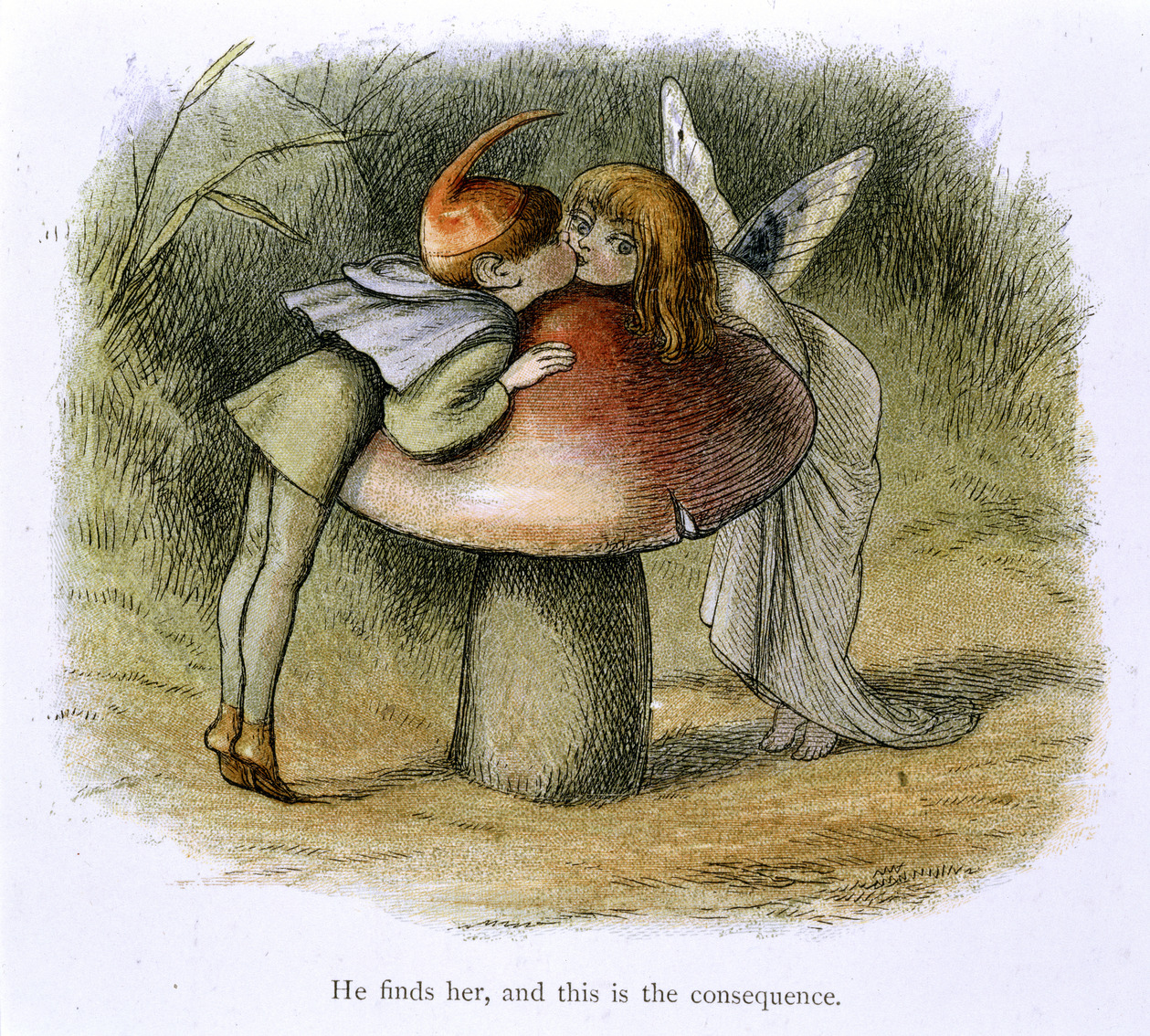
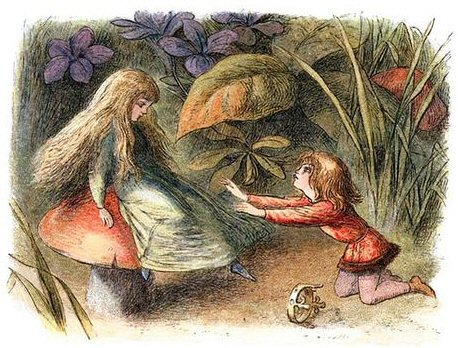
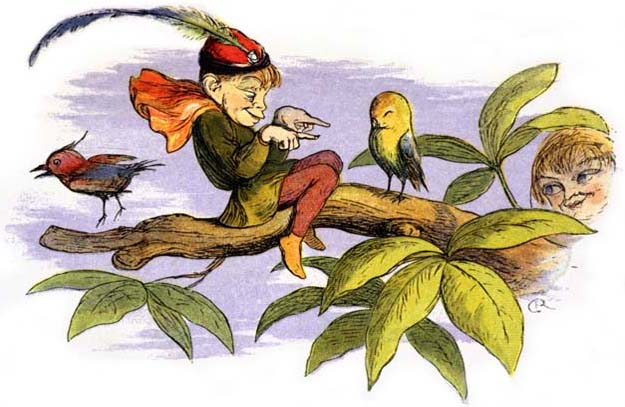